# Новосильский, Павел Михайлович
Павел Михайлович Новосильский (1802—1862) — морской офицер Российской империи, преподаватель навигации, астрономии и высшей математики, написал несколько книг на военно-морскую тематику. В 1819—1821 годах на шлюпе «Мирный» под командой лейтенанта М. П. Лазарева в ходе Первой русской антарктической экспедиции совершил кругосветное плавание. Состоял действительным членом РГО. Имел чин действительный статский советник.
Будучи гардемарином, в 1817 году на бриге «Феникс» ходил по русским портам и плавали в иностранные порты Стокгольма и Копенгагена, на который были назначены только «лучше» гардемарины морского корпуса: писатель В. И. Даль, П. С. Нахимов, Д. И. Завалишин, А. П. Рыкачев, С. Лихонин и др.

## Память
- Награждён орденами Владимира 3-й и 4-й степени, Станислава 1-й степени, Анны 1-й степени, знак отличия беспорочной службы за 35 лет.
- Учился в кадетском корпусе вместе с писателем В. И. Далем, который в 1832 году посвятил ему и мореплавателю Н. И. Синицыну «Сказку о похождениях чёрта-послушника Сидора Поликарповича».
- Ф. Ф. Беллинсгаузен именем Новосильского назвал один из заливов на о. Южная Георгия.

## Семья
- Новосильский, Андрей Павлович (1837—1881) — из дворян Тверской губернии, офицер Российского Императорского флота, капитан 1-го ранга, флаг-капитан при Главном начальнике морских сил на Тихом океане вице-адмирале С. С. Лесовском. Исследователь Охотского и Чукотского морей.
- Новосильский Михаил Павлович (1835—1913) — контр-адмирал Российского императорского флота, участник обороны Севастополя в Крымской войне, русско-турецкой войны 1877—1878 годов.
- Новосильский Павел Павлович (1839—1884) — морской офицер Российской империи, капитан 1-го ранга. Участник экспедиции гидрографа капитан-лейтенанта В. М. Бабкина в Японское море, участник гидрографических работ в заливе Астролябия у Новой Гвинеи. Участвовал в русско-турецкой войне 1877—1878 годов. В июле 1861 года был одним из инициаторов издания газеты «Кронштадтский вестник».